# Худанин, Фёдор Николаевич
Фёдор Николаевич Худанин (14 января 1914, Гладкий Мыс, Вятская губерния — 12 апреля 1969, Пермь) — старший сержант, Герой Советского Союза (1944).

## Биография
Фёдор Худанин родился в 1914 году в деревне Гладкий Мыс Вятской губернии. Окончил четыре класса школы, после чего работал в городе Молотов (ныне — Пермь), дослужился до коменданта строймонтажного треста. В июле 1941 года призван в Красную Армию, с 1942 года находился на фронте.
Худанин отличился в боевых действиях в ходе Тулоксинской десантной операции летом 1944 года. 23 июня 1944 года Худанин в составе своего подразделения высадился в междуречье Тулоксы и Видлицы с целью отрезать дороги, идущие в Карелию, и лишить тем самым вражеские войска коммуникаций. Подразделению удалось занять плацдарм, после чего финские войска перешли в контрнаступление при поддержке артиллерии, завязались ожесточённые бои. 24 июня 1944 года Худанин выдвинулся вместе с орудием вперёд и занял позицию, с которой прикрывал шоссейную дорогу, являвшуюся стыком между двумя соседними батальонами. В результате умелых действий экипажа был отражён ряд контратак противника, в том числе за 24 июня — 15 контратак. В бою были ранены либо убиты все бойцы орудийного расчёта, а сам Худанин, получивший три ранения, не покинул поля боя, и продолжил в одиночку вести огонь. В одиночку ему удалось уничтожить более 40 солдат и офицеров противника.
Указом Президиума Верховного Совета СССР за 21 июля 1944 года за «образцовое выполнение боевых заданий командования на фронте борьбы с немецко-фашистским захватчиками и проявленные при этом мужество и героизм» старший сержант Фёдор Худанин был удостоен высокого звания Героя Советского Союза с вручением ордена Ленина и медали «Золотая Звезда» за номером 4319.
После окончания войны Худанин был демобилизован, продолжил проживание и работу в Перми. 12 апреля 1969 года скончался, был похоронен на Закамском кладбище.